# شروین پیشه‌ور
شروین پیشه‌ور کارآفرین و سرمایه‌گذارخطرپذیر ایرانی-آمریکایی است. او از بنیانگذاران و رئیس‌اجرایی سابق هایپرلوپ وان و همچنین از بنیانگذاران و مدیرعامل شرکت شرپا کپیتال (Sherpa Capital) است. شرپا کپیتال یک شرکت سرمایه‌گذاری خطرپذیر، که در شرکت‌هایی چون ایربی‌ان‌بی، اوبر، گوپاف، اسلک و رابین‌هود مارکتس سرمایه‌گذاری کرده است.

## کنشگری
پیشه‌ور در آوریل ۲۰۱۶ در خانه‌اش به میزبانی جرج و امل کلونی یک برنامه جمع‌آوری کمک مالی برای کمپین ریاست جمهوری هیلاری کلینتون ترتیب داد. پیشه‌ور از جمله جمع‌آوری کنندگان ارشد کمک‌های مالی برای کمپین‌های ریاست جمهوری اوباما بود.
در نتیجهٔ انتخابات ریاست جمهوری سال ۲۰۱۶, پیشه‌ور آشکارا از جنبش استقلال کالیفرنیا و تجزیهٔ آن از آمریکا حمایت کرد.
بعضی از دموکرات‌ها پس از طرح اتهامات جنسی به پیشه‌ور با او قطع رابطه کردند. او در انتخابات سال ۲۰۲۴، به کمپین ریاست جمهوری دونالد ترامپ کمک مالی و از آن حمایت کرد.

## اتهامات
در مه ۲۰۱۷، پیشه‌ور پس از متهم شدن به تجاوز از سوی یک زن توسط پلیس شهری لندن بازداشت شد. او مورد بازجویی قرار گرفت و تحت تحقیقات ماند و آزاد شد. پلیس پس از چند هفته به دلیل فقدان شواهد تحقیقات را مختومه کرد، پیشه‌ور تبرئه و در ژوئیه ۲۰۱۷ بازداشت زدایی شد. .
پیشه‌ور در نتیجه انتشار گزارش دستکاری شده پلیس مدعی شد هدف یک کارزار لکه‌دار کردن قرار گرفته است.